# Kvitka Cisyk
Kvitka Cisyk (čitaj: Kvitka Cisik); (ukr. Квітка Цісик); (New York, 4. travanj 1953. - New York, 29. ožujak 1998.); je američka i ukrajinska pjevačica (sopran) i violinistica, u Ukrajini posebno poznata po svojim albumima ukrajinske narodne tematike «Pjesme Ukrajine» i «Dvije boje». Njezino ime Kvitka na ukrajinskom jeziku znači cvijet. Kod američke publike je također poznatija kao Kacey ili prema inicijalima K.C.. Njezin glas se često mogao čuti i u američkim reklamama poput one za Coca Colu, American Airlines, Mr. Pibb, Sears i mnogih drugih. Puno je surađivala sa Ford poduzećem te je za njih stvorila poznati slogan: «Have you driven a Ford lately?» (Jeste li vozili Ford nedavno?). Tijekom 1970.-tih je snimila dvije glazbene skladbe za film: «You Light Up My Life» (dobitnik Oskara, 1977.) i «The One and Only». 
Kvitkin otac je bio koncertni violinist i učitelj te ju je naučio da svira violinu sa svega pet godina. Njezine najdraže pjesme su bile upravo one ukrajinske tematike, a 1980. je snimila prvi glzabeni album «Pjesme Ukrajine» koji je dobio visoke ocjene tijekom održavanja manifestacije Ukrajinskih glazbenih nagrada 1988. godine. Njezin drugi album «Dvije boje» je bio posvećen «duhu ukrajinske duše, čija krila nikada ne mogu biti slomljena». Danas se njezina oba albuma često mogu čuti na radiu Ukrajine te su oba albuma nominirana za nagradu Grammy Award 1990. godine. Kvitka je upisala Visoku školu za glazbu i umjetnost u New Yorku te je ondje diplomirala 1970. godine. Kvitka je preminula od raka dojke 1998. godine.

## Vanjske poveznice
- A Wonderful Life.  Arhivirana inačica izvorne stranice od 13. siječnja 2014. (Wayback Machine)
- Kvitka (Kvitka Cisyk); Songs of Ukraine. Glazba - on line.  Arhivirana inačica izvorne stranice od 16. rujna 2009. (Wayback Machine)
- Квітка Цісик - riječi pjesama.
- Квітка на асфальті. Голос Америки — душа України